# Andy Warhol's Velvet Underground featuring Nico
Andy Warhol's Velvet Underground featuring Nico je první kompilační album skupiny The Velvet Underground, vydané v roce 1971.

## Seznam skladeb
| Strana 1 | Strana 1                | Strana 1               | Strana 1 |
| Pořadí   | Název                   | Autor                  | Délka    |
| -------- | ----------------------- | ---------------------- | -------- |
| 1.       | I'm Waiting for the Man | Reed                   | 4:37     |
| 2.       | Candy Says              | The Velvet Underground | 4:09     |
| 3.       | Run Run Run             | Reed                   | 4:18     |
| 4.       | White Light/White Heat  | Reed                   | 2:44     |
| 5.       | All Tomorrow's Parties  | Reed                   | 5:55     |

| Strana 2 | Strana 2                 | Strana 2                     | Strana 2 |
| Pořadí   | Název                    | Autor                        | Délka    |
| -------- | ------------------------ | ---------------------------- | -------- |
| 1.       | Sunday Morning           | Reed                         | 2:53     |
| 2.       | I Heard Her Call My Name | Reed                         | 4:05     |
| 3.       | Femme Fatale             | Reed                         | 2:35     |
| 4.       | Heroin                   | Reed                         | 7:05     |
| 5.       | Here She Comes Now       | Reed, Morrison, Cale, Tucker | 2:00     |
| 6.       | There She Goes Again     | Reed                         | 2:30     |

| Strana 3 | Strana 3      | Strana 3                    | Strana 3 |
| Pořadí   | Název         | Autor                       | Délka    |
| -------- | ------------- | --------------------------- | -------- |
| 1.       | Sister Ray    | Reed, Morrison, Cal, Tucker | 17:00    |
| 2.       | Venus in Furs | Reed                        | 5:07     |

| Strana 4 | Strana 4                     | Strana 4                     | Strana 4 |
| Pořadí   | Název                        | Autor                        | Délka    |
| -------- | ---------------------------- | ---------------------------- | -------- |
| 1.       | European Son                 | Reed, Cale, Morrison, Tucker | 7:40     |
| 2.       | Pale Blue Eyes               | The Velvet Underground       | 5:40     |
| 3.       | The Black Angel's Death Song | Reed, Cale                   | 3:10     |
| 4.       | Beginning to See the Light   | The Velvet Underground       | 4:48     |